# Lutyňka
Die Lutyňka ist ein linker Nebenfluss der Olsa in Tschechien.

## Verlauf
Die Lutyňka entspringt nördlich von Orlová im Stadtteil Horní Lutyně im Ostrauer Becken. An ihrem Lauf nach Norden liegen die Ortschaften Výšina, Dolní Lutyně und Zámek. Am Schloss Dolní Lutyně nimmt der Bach ab der Einmündung des Olmovec nordwestliche Richtung und fließt vorbei an Zbytky und durch Nerad. Am nördlichen Ortsausgang von Nerad wird die Lutyňka am Bahnhof "Dolní Lutyně" von der Bahnstrecke Žilina–Bohumín überbrückt. Danach wendet sich der Bach nach Westen und fließt am Nordrand des Waldes Borek. Entlang seines Unterlaufs liegen die Ortschaften Věřňovice, Martinov und Nová Ves. Rechtsseitig der Lutyňka befindet sich auf diesem Abschnitt eine einfache Bunkerlinie des Tschechoslowakischen Walls. Bei Chaloupky ändert der Bach seinem Lauf nach Norden. Er fließt unter der Autobahn D 1 hindurch und an Šunychl vorbei. Nach 10,8 Kilometern mündet die Lutyňka zwischen Červín, Uchylsko und Kopytov an der polnischen Grenze unterhalb des Naturschutzgebietes Olše-Věřňovice in die Olsa.

## Zuflüsse
- Olmovec (r), Dolní Lutyně
- Vavrošův potok (l), Zbytky
- Zbytkový potok (l), im Wald Borek
- Skřečoňský potok (l), Martinov
- Flakůvka (l), Nová Ves

## Abflüsse
- Graben zur Bohumínská stružka, (l) bei Šunychl